# Ховрино (Митищинський міський округ)
Хо́врино (рос. Ховрино) — присілок у складі Митищинського міського округу Московської області, Росія.

## Населення
Населення — 169 осіб (2010; 247 у 2002).
Національний склад (станом на 2002 рік):
- росіяни — 57 %